# باد پترشتال-گریسباخ
باد پترشتال-گریسباخ (به آلمانی: Bad Peterstal-Griesbach) یک منطقهٔ مسکونی در آلمان است که در ارتناوکرایس واقع شده‌است. باد پترشتال-گریسباخ ۲٬۸۳۱ نفر جمعیت دارد.